# Iosif Il'ich Agroskin
Iosif Il'ich Agroskin (tiếng Nga: Ио́сиф Ильи́ч Aгрockин; 1900-1968) là nhà thủy lực học, Anh hùng lao động người Liên Xô.

## Tiểu sử
Ông sinh tại Khotismk, tên gọi trước đây của tỉnh Smolensk, nay thuộc địa phận Belarus. Năm 21 tuổi ông gia nhập Hồng quân trên mặt trận phía Đông của cuộc Nội chiến Nga.
Năm 1924 ông tốt nghiệp kĩ sư thủy nông-cải tạo đất tại Viện Nông nghiệp Goretsk (nay là Học viện nông nghiệp Belarus).
Năm 1927, ông được bổ nhiệm hướng dẫn bộ môn thủy lực tại Viện nông nghiệp Siberia tại Omsk. Tại đó ông lần lượt trở thành trợ lý giáo sư, Tiến sĩ (1938) và trưởng bộ môn. Trong thời gian này, ông cũng tham gia công tác tại Zapadno-Sibirsk Meliovodstroi, và Viện Nông nghiệp Kirov tại Omsk. Ông từng là Phó chủ tịch Hội đồng Giáo dục đại học Liên Xô.
Từ năm 1940, Agroskin giảng dạy tại bộ môn thủy lực thuộc Viện Thủy nông-cải tạo đất Moskva và gắn bó sự nghiệp nghiên cứu tại đây đến khi ông mất. Năm 1948 ông trở thành Giám đốc của viện.
Ông qua đời đột ngột vào ngày 16 tháng 9 năm 1968.

## Nghiên cứu
Agroskin có nhiều đóng góp về nhiều mặt trong ngành thủy lực, bao gồm các phương pháp tính đường mặt nước trong kênh, tính nước nhảy, các phương pháp giải phương trình vi phân của dòng chảy không đều trong kênh, và đề xuất một số công thức tính hệ số Chézy.
Dựa trên lý thuyết cùng các kết quả thực nghiệm, Agroskin đã đề xuất một số phương pháp tính toán cho các công trình nối tiếp và tiêu năng phía sau đập tràn.
Ông là đồng tác giả cuốn Thủy lực (cùng Dmitriev và Pilakov, xuất bản năm 1964) và tham gia biên soạn (cùng Pavlovsky, Kiselev, và nnk) của cuốn Cẩm nang tính toán thủy lực (có bản dịch tiếng Việt).